# Stizocera wagneri
Stizocera wagneri là một loài bọ cánh cứng trong họ Cerambycidae.